# Begüm Kütük Yaşaroğlu

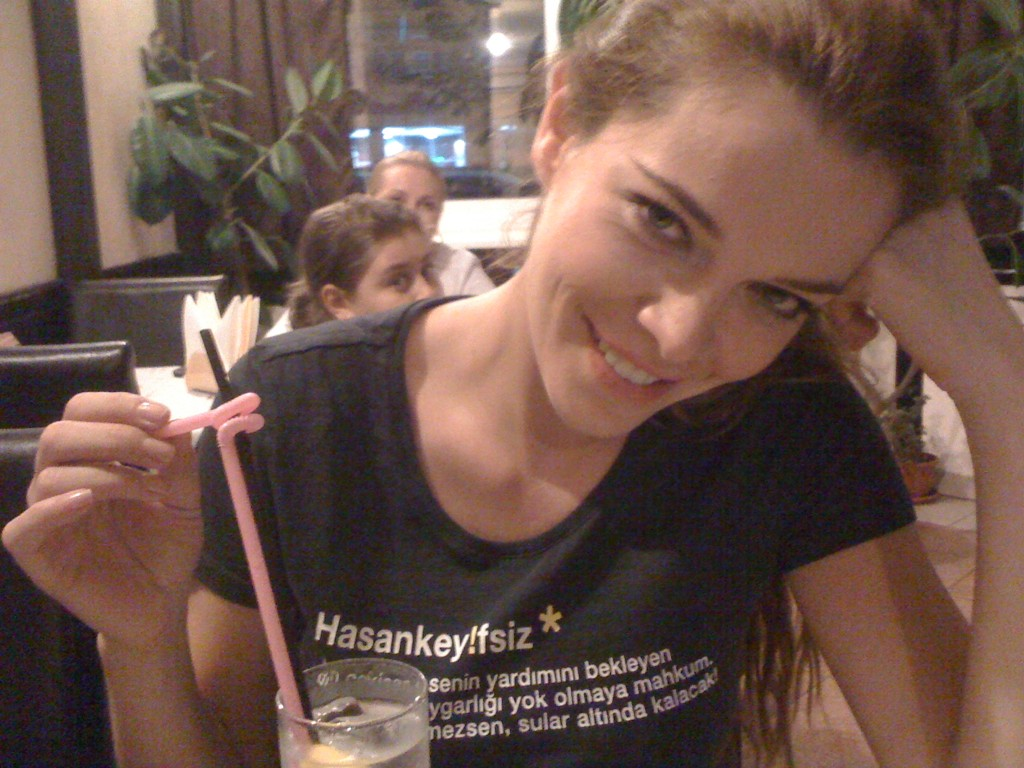
Begüm Kütük

Begüm Kütük Yaşaroğlu (* 27. August 1980 in Izmir) ist eine türkische Schauspielerin und Model.

## Leben und Karriere
Begüm Kütük wurde am 27. August 1980 in Izmir geboren und wuchs dort auf. Ihre Familie mütterlicherseits ist bosnischer Abstammung und ihre Familie väterlicherseits albanischer Abstammung. Sie studierte an der Anadolu Üniversitesi.
2001 nahm am Wettbewerb Best Model of Turkey teil, wo sie den zweiten Platz belegte. Ihr Debüt gab sie 2002 in der Fernsehserie Melek. Anschließend trat sie 2009 in dem Film Gecenin Kanatları auf. Unter anderem war sie im selben Jahr in dem Film Romantik Komedi zu sehen. 2013 bekam sie in der Serie Çalıkuşu die Hauptrolle. Von 2014 bis 2015 wurde Kütük für die Serie Kaderimin Yazıldığı Gün gecastet.

## Filmografie (Auswahl)
Filme
- 2009: Romantik Komedi
- 2009: Gecenin Kanatları
- 2010: Mar
- 2016: Değmemiş Aşk

Serien
- 2002: Melek
- 2003: A.G.A
- 2004–2005: Tal der Wölfe
- 2008: Hayat Güzeldir
- 2009: Canım Ailem
- 2009: Uygun Adım Aşk
- 2013: Çalıkuşu
- 2017: Sevda'nın Bahçesi